# District de Waterberg
Le district de Waterberg est un district municipal d'Afrique du Sud, situé dans la province du Limpopo.
La ville chef-lieu du district est Modimolle. La langue majoritaire est le sotho du nord.

## Situation géographique
Le district englobe la majeure partie de la Réserve de biosphère du Waterberg de l'UNESCO, laquelle s'étend sur le massif montagneux éponyme sur environ 15 000 km2. Le relief a été formé  par des centaines de millions d'années d'érosion ; l'écosystème est celui d'une forêt caduque sèche aussi appelée bushveld. Des découvertes archéologiques concernant les origines de l'homme et des artefacts de l'âge de la pierre ont été faites dans les environs.

## Municipalités constitutives du district de Waterberg
- Bela-Bela
- Lephalale
- Mogalakwena
- Mookgophong/Modimolle (à la suite de la fusion en 2016 de Modimolle et Mookgopong)
- Thabazimbi[3]

## Liste des maires du district
- Maesela Godfrey Molekwa, maire de 2002 à 2006
- Pinky Sharon Kekana, maire de 2006 à 2009
- Eric Gwangwa (-2017), maire de 2009 à 2011
- Rosina Mokgotlane (1954-2019), maire de 2011 à 2016
- Morris Mataboge, maire depuis 2016

## Source
- (en) Cet article est partiellement ou en totalité issu de l’article de Wikipédia en anglais intitulé « Waterberg District Municipality » (voir la liste des auteurs).